# Lamprologus mocquardi
Lamprologus mocquardi är en fiskart som beskrevs av Pellegrin, 1903. Lamprologus mocquardi ingår i släktet Lamprologus och familjen Cichlidae. IUCN kategoriserar arten globalt som livskraftig. Inga underarter finns listade i Catalogue of Life.